# あざらしそふと
あざらしそふと（Azarashi Software）は株式会社ネクストンが所有するアダルトゲームのブランド。関連ブランドにあざらしそふと零（ - ゼロ）とあざらしそふと+1（ - プラスワン）がある。

## 概要
2014年のデビュー作『アマカノ』から主人公とヒロインの恋愛関係を中心とした日常系の描写に重点を置く作風で定評がある。『アマカノ』は2014年度の萌えゲーアワードでエロス系作品賞PINK、続編の『アマカノ2』は2020年度の同純愛系作品賞およびげっちゅ屋主催の美少女ゲーム大賞でグラフィック部門第1位を受賞、総合部門でも第6位にランクインした。
フルプライス作品ではヒロインが複数登場する場合でも主人公とヒロインの「1対1の関係」を重視する方針から基本的にハーレムエンドの描写を避けているが、ロープライス作品を扱うサブブランドのあざらしそふと+1についてはその限りではなく、2020年発売の『おね→ショタ←おね』では初めてヒロイン2人とのハーレムエンドが採用され、2023年発売の『ガルドマ -女子寮の管理人-』では当初からハーレムものであることを明示している。
発売タイトルのコンシューマ移植は主にエンターグラムが行っていたが、2021年にはiMelが『アイカギ3』をNintendo Switchのダウンロード専売でリリースしている。

## 発売タイトル一覧
- FDはファンディスクを表す。
- PEはPerfect Editionを表す。
- コBはコンプリートBOXを表す。

### あざらしそふと
| #     | #   | タイトル                                    | 発売日         | 備考     |
| ----- | --- | ------------------------------------------- | -------------- | -------- |
| 1-1-a |     | アマカノ                                    | 2014年12月19日 | [ 注 1 ] |
| 2     |     | ロイヤルガーデン 〜乙女に恋する皇子の戯曲〜 | 2015年10月30日 |          |
| 1-1-b |     | アマカノ 〜Second Season〜                  | 2015年12月25日 | [ 注 1 ] |
| 1-1-a | PE  | アマカノ 〜Perfect Edition〜                | 2016年10月28日 |          |
| 1-1-a | FD  | アマカノ+                                   | 2016年12月22日 | [ 注 1 ] |
| 3-1   |     | アイカギ                                    | 2017年1月27日  |          |
| 1-1-b | FD  | アマカノ 〜Second Season〜 +                | 2017年12月22日 | [ 注 1 ] |
| 3-1   | FD  | アイカギ 〜アフターデイズ〜                 | 2018年1月26日  |          |
| 4-1   |     | アイベヤ                                    | 2019年2月22日  |          |
| 5-1   |     | メイドさんのいる暮らし                      | 2019年3月29日  |          |
| 3-2   |     | アイカギ2                                   | 2019年4月26日  |          |
| 1-1-a | コB | アマカノ コンプリートBOX                    | 2019年8月30日  |          |
| 1-1-b | コB | アマカノ コンプリートBOX                    | 2019年8月30日  |          |
| 1-2   |     | アマカノ2                                   | 2020年4月24日  |          |
| 4-2   |     | アイベヤ2                                   | 2020年12月25日 |          |
| 6     |     | 幼馴染のいる暮らし                          | 2021年4月30日  |          |
| 3-3   |     | アイカギ3                                   | 2021年5月28日  |          |
| 7-1   |     | 年下彼女                                    | 2021年6月25日  |          |
| 8     |     | 友だちから恋びとへ                          | 2022年1月28日  |          |
| 1-2   | PE  | アマカノ2 〜Perfect Edition〜               | 2022年3月25日  |          |
| 4-1   | コB | アイベヤ1･2 コンプリートパック              | 2022年5月27日  |          |
| 4-2   | コB | アイベヤ1･2 コンプリートパック              | 2022年5月27日  |          |
| 9     |     | アマエミ -longing for you-                  | 2022年6月24日  |          |
| 10    |     | アマナツ                                    | 2022年8月26日  |          |
| 11    |     | アスカさんはなびかない                      | 2022年12月23日 |          |
| 1-2   | FD  | アマカノ2+                                  | 2023年4月28日  |          |
| 10    | PE  | アマナツ ～Perfect Edition～                | 2023年12月22日 |          |
| 5-2   |     | メイドさんのいる暮らしS                     | 2024年4月26日  |          |
| 10    | FD  | アマナツ+                                   | 2024年8月30日  |          |
| 7-2   |     | 年上彼女                                    | 2024年11月29日 |          |
| 12    |     | 初恋マスターアップ                          | 2025年5月30日  |          |
| 1-3   |     | アマカノ3                                   | 2025年9月26日  |          |

### あざらしそふと零
| # | タイトル                   | 発売日         | 備考 |
| - | -------------------------- | -------------- | ---- |
| 1 | ヤミと祝祭のサンクチュアリ | 2019年12月20日 |      |

### あざらしそふと+1
ロープライスブランド。
| #   | #  | タイトル                        | 発売日         | 備考                                               |
| --- | -- | ------------------------------- | -------------- | -------------------------------------------------- |
| 1-1 |    | アイコトバ                      | 2019年12月20日 |                                                    |
| 2   |    | おね→ショタ←おね                | 2020年7月31日  | タイトルの読みは「おねしょた」                     |
| 3   |    | うちの主は妖怪の常識を知らない  | 2021年1月29日  |                                                    |
| 4   |    | 槇村葉月の恋語り                | 2021年9月24日  |                                                    |
| 5-1 |    | 僕と先生の個人授業              | 2022年2月25日  | タイトルの読みは「ぼくとかのじょのこじんレッスン」 |
| 6   |    | ガルドマ -女子寮の管理人-       | 2023年8月25日  |                                                    |
| 1−2 |    | アイコトバ -Silver Snow Sister- | 2023年10月27日 |                                                    |
| 6   | FD | ガルドマ -女子寮の管理人- After | 2024年2月22日  |                                                    |
| 5-2 |    | 僕と先生の個人授業2             | 2024年6月28日  |                                                    |
| 7   |    | 夢幻のティル・ナ・ノーグ        | 2024年12月20日 | CUFFSが制作協力                                    |
| 8   |    | シークレット・デッサン          | 2025年6月27日  |                                                    |

### コラボレーション作品
| #  | タイトル                                  | 発売日         | 備考                  |
| -- | ----------------------------------------- | -------------- | --------------------- |
| － | あざスミ 〜あざとくてスミに置けない彼女〜 | 2019年12月27日 | SMEEとの合作          |
| － | きら☆かの                                 | 2024年8月30日  | Lump of Sugarとの合作 |